# Барухово
Барухово (пол. Baruchowo, нім. Barchau) — село в Польщі, у гміні Барухово Влоцлавського повіту Куявсько-Поморського воєводства.
Населення — 597 осіб (2011).
У 1975-1998 роках село належало до Влоцлавського воєводства.

## Демографія
Демографічна структура станом на 31 березня 2011 року:
|          | Загалом | Допрацездатний вік | Працездатний вік | Постпрацездатний вік |
| -------- | ------- | ------------------ | ---------------- | -------------------- |
| Чоловіки | 302     | 74                 | 206              | 22                   |
| Жінки    | 295     | 55                 | 192              | 48                   |
| Разом    | 597     | 129                | 398              | 70                   |